# Симс, Джоан
Джоан Симс (англ. Joan Sims; 9 мая 1930[…], Базилдон, Эссекс — 27 июня 2001, Лондон) — английская комедийная актриса театра, кино и телевидения, непродолжительное время имела некоторую известность как певица.

## Биография
Ирен Джоан Мэрион Симс родилась 9 мая 1930 года в городке Лейндон, графство Эссекс, в семье станционного смотрителя (англ. station master) железнодорожной станции этого городка Генри Джона Фрэнсиса Симса (1886—1953). Поскольку её семья жила непосредственно на месте работы отца, девочка рано заинтересовалась карьерой актрисы, давая представления скучающим пассажирам. В этом домике будущая актриса прожила до смерти отца.
В 1946 году Симс сделала первую попытку поступить в Королевскую академию драматического искусства (КАДИ), но она не увенчалась успехом: изображаемый ею Винни-Пух не впечатлил экзаменаторов. Симс пришлось начать обучение на курсах при КАДИ, и в саму академию она поступила только с четвёртого раза. В 1950 году она окончила КАДИ.
C 1957 по 1978 год появилась в 24 (26, если считать картины, не входящие в официальную серию, но по сути таковыми являющимися) из 31 лентах серии «Так держать…», что приклеило к ней прозвище «Первая леди „Так держать…“» и «Королева „Так держать…“».
В начале 1980-х годов, после того как в течение двух лет умерли мать Симс, ей лучшая подруга актриса Хэтти Жак и агент Питер Ид, Джоан Симс впала в запой и её пришлось лечить от алкоголизма. В то время она сама себя называла «Королева пудингов».

### Личная жизнь
Симс никогда не была замужем и не имела детей, причём вину за то, что её отношения с противоположным полом никогда не складывались, она часто возлагала на своих слишком строгих родителей, которые вмешивались в её личную жизнь даже когда ей было уже под 30 лет. Имеется в виду гражданский брак Симс с малоизвестным актёром Тони Бэйрдом, который продолжался с 1958 по 1961 год. Каждый раз перед приездом своей матери, Симс просила Тони убрать все его вещи из её лондонской квартиры, где они жили, чтобы мать её ни в чём не заподозрила. Когда она всё-таки призналась матери в своём «греховном сожительстве», та пришла в ярость и запретила дочери общаться с Бэйрдом.
После этого Симс два года прожила с Джоном Уолтерсом, с которым она познакомилась во время работы над мюзиклом «Высшие ду́хи». Одно время они серьёзно обсуждали вопрос замужества и детей, но в итоге актриса всё-таки решила, что для неё «это слишком просто».
Партнёр по съёмкам фильмов «Так держать…» Кеннет Уильямс, который был гомосексуалистом, как-то предложил Симс заключить с ним фиктивный брак с целью избавиться от пересудов, но та отказалась.

### Последние годы и смерть
Последние годы актриса страдала сильной депрессией, что усугубилось параличом Белла, который внезапно испортил внешность Симс в 1999 году, но был побеждён врачами в течение года. В 2000 году вышли её мемуары под названием «Высшие ду́хи». В ноябре 2000 года попала в больницу для проведения достаточно рутинной операции. В мае 2001 года, находясь там же на послеоперационной реабилитации, впала в кому и умерла, не приходя в сознание, 27 (28) июня того же года. Официальная причина смерти — желудочно-кишечное заболевание дивертикулёз. Джоан Симс похоронена на кладбище Патни-Вейл.

### Память
- В сентябре 2002 года подруга Симс и её коллега по цеху Барбара Виндзор установила памятную табличку на дом, где в съёмной квартире последние годы жила Джоан, на Такери-стрит в Кенсингтоне.
- В июне 2005 года на платформе Лейндон[англ.], при которой Симс жила с рождения и до смерти отца в 1953 году, была установлена памятная табличка.
- В марте 2006 года на канале BBC Four вышла телепостановка англ. Kenneth Williams: Fantabulosa!, в которой роль Джоан Симс исполнила актриса Бити Эдни[англ.].

## Избранные работы
В 1951 году Симс впервые появилась на телеэкране — в фильме «Иоанн Справедливый» она сыграла горничную. Два года спустя зрители смогли впервые увидеть актрису на широком экране — в фильме англ. Will Any Gentleman...? она сыграла роль Бэрил. Всего за 49 лет своей кино-карьеры Джоан Симс сыграла роли более чем в 160 фильмах и сериалах. В 1950-х и 1960-х годах чаще появлялась на широком экране, а с середины 1970-х годов практически полностью переключилась на телевидение.

### Актриса широкого экрана
- 1953 — Квадратное кольцо[англ.] / The Square Ring — Банти
- 1953 — Знакомьтесь: мистер Люцифер[англ.] / Meet Mr. Lucifer — Сказочная Королева
- 1953 — Неприятности в лавке[англ.] / Trouble in Store — Элна
- 1954 — Доктор в доме[англ.] / Doctor in the House — «Трупное Окоченение»
- 1954 — Молодые любовники / The Young Lovers — телефонный оператор в американском посольстве (в титрах не указана)
- 1954 — Красотки из Сент-Триниан[англ.] / The Belles of St Trinian's — мисс Доун
- 1954 — Море их не возьмёт[англ.] / The Sea Shall Not Have Them — Хильда Теббитт
- 1955 — Доктор на море / Doctor at Sea — Венди Томас
- 1956 — Сухая гнилушка[англ.] / Dry Rot — Бет
- 1957 — Так держать, адмирал[англ.] / Carry on Admiral — Мэри
- 1957 — Просто так повезло[англ.] / Just My Luck — Феба
- 1957 — Голая правда / The Naked Truth — Этель Рэнсон
- 1958 — Дэви[англ.] / Davy — продавщица чая[англ.]
- 1959 — Стол капитана[англ.] / The Captain's Table — Мод Притчетт
- 1959 — Так держать, медсестра[англ.] / Carry On Nurse — Стелла Доусон, медсестра-студентка
- 1959 — Так держать, учитель[англ.] / Carry On Teacher — Сара Оллкок
- 1959 — Вверх и вниз по лестнице[англ.] / Upstairs and Downstairs — Блодвен
- 1959 — Пожалуйста, обернись[англ.] / Please Turn Over — Берил, служанка
- 1960 — Так держать, констебль[англ.] / Carry On Constable — Глория Пассуорти
- 1960 — Доктор влюбился[англ.] / Doctor in Love — Доун
- 1961 — Так держать, несмотря ни на что[англ.] / Carry On Regardless — Лили Давин
- 1961 — Нет, моя дорогая дочь[англ.] / No My Darling Daughter — машинистка
- 1962 — Пара кратких сводок[англ.] / A Pair of Briefs — Гейл Торнадо
- 1962 — Железная дева[англ.] / The Iron Maiden — Нелли Картер
- 1964 — Так держать, Клео[англ.] / Carry On Cleo — Кальпурния Пизонис
- 1965 — Большое ограбление[англ.] / The Big Job — Милдред Геймли
- 1966 — Так держать, ковбой[англ.] / Carry On Cowboy — Белль Эрмитейдж
- 1966 — Доктор и его медсёстры[англ.] / Doctor in Clover — Мэтрон Свит
- 1966 — Продолжаем кричать![англ.] / Carry on Screaming! — Эмили Банг
- 1966 — Не теряй головы[англ.] / Don't Lose Your Head — Дезире Дюбарри
- 1967 — Следуй за тем верблюдом[англ.] / Follow That Camel — Зиг-Зиг
- 1967 — Так держать, доктор[англ.] / Carry On Doctor — Хлоя Гибсон
- 1968 — Так держать… Вверх по Хайберу[англ.] / Carry On… Up the Khyber — леди Джоан Рафф-Даймонд
- 1969 — Так держать… Кемпинг[англ.] / Carry On Camping — Джоан Фасси
- 1969 — Так держать опять, доктор[англ.] / Carry On Again Doctor — Эллен Мур
- 1970 — Так держать… Сквозь джунгли[англ.] / Carry On Up the Jungle — леди Эвелин Бэгли
- 1970 — Доктор в ловушке[англ.] / Doctor in Trouble — капитан советского корабля
- 1970 — Продолжаем любить[англ.] / Carry On Loving — Эсме Крауфут
- 1971 — Так держать, Генрих[англ.] / Carry On Henry — королева Мэри Нормандская
- 1971 — Смертные грехи великолепной семёрки[англ.] / The Magnificent Seven Deadly Sins — полицейский (в новелле «Жадность»)
- 1971 — Так держать… Когда вам будет удобно[англ.] / Carry On at Your Convenience — Хлоя Мур
- 1972 — Так держать, медсестра[англ.] / Carry On Matron — миссис Тайди
- 1972 — Сага Альфа Гарнетта[англ.] / The Alf Garnett Saga — бабушка
- 1972 — Так держать… За границей[англ.] / Carry On Abroad — Кора Флендж
- 1973 — Не сейчас, милый[англ.] / Not Now, Darling — мисс Типдейл
- 1973 — Так держать, девочки[англ.] / Carry On Girls — Конни Филпоттс
- 1974 — Так держать, Дик[англ.] / Carry On Dick — мадам Дезире
- 1975 — Пропавший динозавр / One of Our Dinosaurs Is Missing — Эмили
- 1975 — Держись позади[англ.] / Carry on Behind — Дафна Бэйрнс
- 1976 — Так держать, Англия[англ.] / Carry On England — рядовая Дженнифер Ффоукс-Шэйрп
- 1978 — Так держать, Эммануэль[англ.] / Carry On Emmannuelle — миссис Дэнгл
- 1990 — Дурак[англ.] / The Fool — леди Дафна

### Актриса телевидения
- 1956 — Полковник Марш из Скотланд-Ярда[англ.] / Colonel March of Scotland Yard — Мэрджори Доусон (в 1 эпизоде)
- 1956 — Приключения Робин Гуда / The Adventures of Robin Hood — Нелл (в 1 эпизоде)
- 1956—1957 — Пираты[англ.] / The Buccaneers — Абигайль (в 2 эпизодах)
- 1960 — Наш дом[англ.] / Our House — Дейзи Бёрк (в 13 эпизодах)
- 1963—1964 — Шоу Дика Эмери[англ.] / The Dick Emery Show — разные роли, приглашённая гостья (в 14 выпусках)
- 1964 — Шоу Бенни Хилла / The Benny Hill Show — гостья (в 1 выпуске)
- 1967, 1968, 1970, 1972, 1974, 1975 — До смерти[англ.] / Till Death Us Do Part — бабушка (в 13 эпизодах)
- 1971 — Отец, дорогой отец[англ.] / Father, Dear Father — мисс Эрмитейдж (в 1 эпизоде)
- 1971, 1973 — ? / The Goodies — разные роли (в 2 эпизодах)
- 1972, 1973, 1975, 1978 — Сайкс[англ.] / Sykes — Мэдж Кеттльюэлл (в 5 эпизодах)
- 1975 — Любовь среди руин[англ.] / Love Among the Ruins — Фэнни Прэтт
- 1975 — Продолжаем смеяться[англ.] / Carry On Laughing — разные роли (в 11 эпизодах)
- 1976 — Два Ронни[англ.] / The Two Ronnies — вдовствующая герцогиня д'Арк (в 1 выпуске)
- 1979—1980 — Ворцель Гаммидж[англ.] / Worzel Gummidge — миссис Блумсбери-Бартон (в 8 эпизодах)
- 1979, 1986 — На любящую память[англ.] / In Loving Memory — разные роли (в 3 эпизодах)
- 1980 — Дик Турпин[англ.] / Dick Turpin — графиня Даремская (в 1 эпизоде)
- 1983 — Королевский суд[англ.] / Crown Court — Морин Вейри (в 1 эпизоде)
- 1986 — Доктор Кто / Doctor Who — Катрица (в 4 эпизодах)
- 1987 — Супер-бабушка[англ.] / Super Gran — Кот-грабитель (в 1 выпуске)
- 1987 — Дуракам везёт / Only Fools and Horses — тётушка Рини Турпин (в 1 эпизоде)
- 1993 — Одной ногой в могиле / One Foot in the Grave — леди в самолёте (в 1 эпизоде)
- 1994 — Мартин Чезлвит / Martin Chuzzlewit — Бетси Приг (в 3 эпизодах)
- 1994—1998 — Время мдёт[англ.] / As Time Goes By — Мэдж (в 9 эпизодах)
- 1995 — Пирог в небе[англ.] / Pie in the Sky — Гарриет Каверли (в 1 эпизоде)
- 1996 — Кентервильское привидение[англ.] / The Canterville Ghost — миссис Амни
- 1997 — Расследования Хетти Уэйнтроппа[англ.] / Hetty Wainthropp Investigates — Адель Маккарти (в 1 эпизоде)
- 2000 — Последняя из блондинок-красоток[англ.] / The Last of the Blonde Bombshells — Бетти[9]

### Озвучивание
- 1971 — Рождественская песнь[англ.] (м/ф) / A Christmas Carol — миссис Крэтчит
- 1993 — Вор и сапожник (м/ф) / The Thief and the Cobbler — Безумная и святая старая ведьма

### Актриса театра
Дебют актрисы на сцене состоялся в 1951 году в пантомиме The Happy Ha'penny в Citizens Theatre в Глазго, Шотландия. После этого она выступала в нескольких постановках-фарсах в Олдвичском театре (Вестминстер). В 1958—1959 годах играла в Кембриджском театре (Камден) и в Театре Герцога Йоркского (Вестминстер). После этого Симс забросила театральные подмостки, заявив, что ей, «в принципе, нравится играть на сцене, особенно в удачной постановке и за хорошие деньги, но с другой стороны тяжело поддерживать каждое выступление свежим, мне быстро становится скучно».

### Певица
В 1963 году Симс записала две песни: Hurry Up Gran / Oh Not Again Ken и Spring Song / Men. Продюсером для обеих композиций стал известный музыкальный продюсер Джордж Мартин и выпущены они были под знаменитым лейблом Parlophone, но при этом всё равно остались незамеченными критиками и не заняли ни одной строчки ни одной недели в UK Singles Chart. В 1967 году Симс выпустила ещё один свой сингл Sweet Lovely Whatsisname / The Lass With the Delicate Hair, но он также провалился в продаже. Больше Симс музыкой не занималась.